# Max Neisser

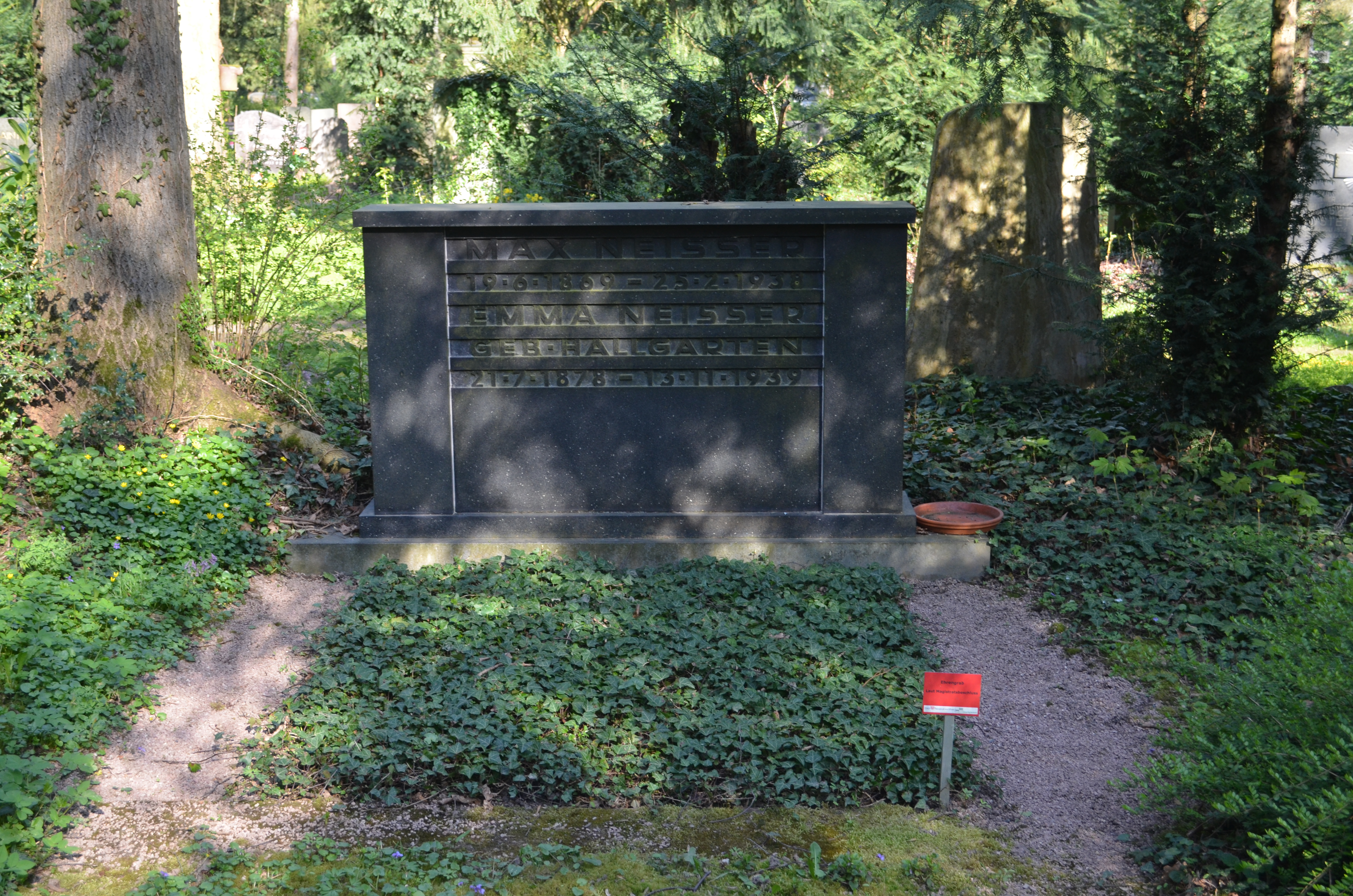
Das Grab von Max Neisser auf dem Frankfurter Hauptfriedhof ist ein Ehrengrab

Maximilian Neisser (* 19. Juni 1869 in Liegnitz, Schlesien; † 25. Februar 1938 in Frankfurt am Main) war ein deutscher Bakteriologe und Hygieniker.

## Familie
Max Neisser war der Sohn von Salomon Neisser und Julie Sabersky. Der Dermatologe Albert Neisser war sein Onkel und der Internist Ernst Neißer sein Bruder. 1901 heiratete Neisser Emma Eleonore Hallgarten (1878–1939), ihr Vater war der Philanthrop Charles Hallgarten. Der Ehe entstammten die Kinder Elise Charlotte, Gerhard Ernst und Klaus Alfred.

## Ausbildung und Beruf
Neisser studierte zunächst einige Semester Naturwissenschaften und anschließend Medizin in Freiburg, Breisgau und in Berlin. Nach dem Staatsexamen wurde er 1893 mit einer Untersuchung zur Differenzierung zwischen Choleravibrionen und dem von ihm entdeckten Wasser-Vibrio (Vibrio berolinensis) promoviert. Diese Arbeit, die auch die Beschreibung eines Verfahrens zum Choleravibrionennachweis enthält, war im Laboratorium des Berliner Hygienikers Max Rubner entstanden.
1894 bis 1899 arbeitete Neisser als Assistent des Hygienikers Carl Flügge (1847–1923) am Breslauer Hygiene-Institut. Nach der Habilitation 1899 war er bis 1909 Mitglied des Instituts für experimentelle Therapie in Frankfurt am Main, das von Paul Ehrlich geleitet wurde. Zum Professor ernannt übernahm er 1909 die Leitung des neuen Frankfurter Hygieneinstituts. Ab 1914 vertrat Neisser an der Universität Frankfurt als Ordinarius die Fächer Hygiene und Bakteriologie. Während des Ersten Weltkrieges diente er als beratender Armeehygieniker. 1933 wurde Neisser durch das NS-Regime zwangsweise emeritiert und lebte danach zurückgezogen in seinem Landhaus in Falkenstein im Taunus.

## Leistung
Neisser beschäftigte sich bevorzugt mit hygienisch-bakteriologischen Fragestellungen wie der Übertragung von Infektionserregern im Trinkwasser oder Luftstaub und der Differentialdiagnose des Diphtheriebazillus (1897). Unter anderem beschrieb Neisser ein Wasserdampfverfahren zur Desinfektion von Trinkwasserbrunnen. Darüber hinaus befasste er sich mit „angewandter“ Bakteriologie und Hygiene im öffentlichen Gesundheitswesen (Wasser-, Ernährungs-, Wohnhygiene, Heizung, Lüftung, Milchdesinfektion) sowie der Weiterentwicklung bakteriologischer Verfahrenstechniken (Nährböden, Sterilisation, Tierhaltung), Fragen der Laboratoriumsinfektion und der bakteriologischen Kriegsführung.
Er erforschte die Eigenschaften zahlreicher Mikroorganismen (Diphtheriebazillus, Staphylo-, Streptokokken, Pneumokokken, Meningokokken, Gonokokken, Milzbrand-, Pest-, Friedländer-, Rotzbazillen). 1901 wies Neisser nach, dass Staphylokokken zwei verschiedene lösliche Gifte im Blutserum bilden (Hämolysin und Leukocidin).
Neisser entwickelte einen biologischen Test zur Eiweißdifferenzierung, um verschiedene Blutarten unterscheiden zu können (Neisser-Sachs-Komplementbindungsreaktion) und zeigte, dass Immunserumüberschüsse die Antigen-Antiserum-Reaktion verdecken können (Neisser-Wechsberg-Phänomen).

## Schriften
- Ueber einen neuen Wasser-Vibrio, der die Nitrosoindolreaktion liefert, Berlin 1893, Arch Hygiene 19
- Ueber die hygienische Bedeutung des Protozoenbefundes in Wasser. Z Hygiene 22 (1896)
- Zur Differentialdiagnose des Diphtherie-Bacillus. Z Hygiene 24 (1897)
- Ueber Luftstaubinfektion. Z Hygiene 27 (1898)
- Ueber das Staphylotoxin (mit Friedrich Wechsberg). Z Hygiene 35 (1901)
- Ueber die Wirkungsart bactericider Sera (mit  Friedrich Wechsberg). Münchn Med Wochenschr 48 (1901) 697
- Die Staphylokokken (mit A. Lipstein), In: Handb. d. pathog. Mikroorganismen, Bd. 3, Jena 1903
- Studien über Ausflockungserscheinungen (mit Ulrich Friedemann). Münchn Med Wochenschr 19 (1904)
- Ein Verfahren zum forensischen Nachweis der Herkunft des Blutes (mit Hans Sachs) Berlin Klin Wochenschr 42 (1905) 1388
- Die Malaria im Kriege und nach dem Kriege In: Natur und Museum. Jahresbericht der Senckenbergischen Naturforschenden Gesellschaft 1919 (Vortrag in der 5. Sitzung am 7. Dezember 1918) Digitalisat
- Der Milzbrand, Bazillen der Friedländer-Gruppe, In: Lehrb. d. Mikrobiol., Bd. 2, Jena 1919
- Zur Epidemiologie und Bakteriologie des Typhus, 1925
- Heutiges Wohnwesen und die hygienische Forderung, 1928